# 大甚本店
大甚本店（だいじんほんてん）は、愛知県名古屋市中区栄1丁目5-6にある居酒屋。1909年（明治40年）創業。その後、大甚中店と大甚錦店も開店した。

## 大甚本店

### 歴史
明治初期に愛知県海部郡大治村の農家に生まれた山田徳五郎は、1907年（明治40年）頃に名古屋市に移って居酒屋の大甚を創業した。かつて津島市にあった大甚という酒蔵が店名の由来である。以前は御園座付近まで店舗があったが、1945年（昭和20年）の名古屋大空襲で店舗と家屋が焼失し、戦後にはバラックで営業をしていた。
1946年（昭和21年）頃には酒の販売規制により酒を扱うことが出来ず、海藻麺や氷の販売を行っていた。1949年（昭和24年）には居酒屋としての営業を再開し、1954年（昭和29年）に2階建てに新築した。1965年（昭和40年）頃には転勤族の客が増えたとされる。
2021年（令和3年）4月、店で使う徳利や杯のセットを返礼品とし、クラウドファンディングを行った。店内の壁、床、テーブルは1954年（昭和29年）の再建時のままである。

### 特徴
料理はショーケースに並ぶ小鉢を自ら取りにいくセルフ方式である。また、刺身や焼き物は注文品が出来上がると運んでくれる。この方式は1963年（昭和38年）頃に始めた。料理の種類は曜日で決まっているものもあり、うなぎの山椒煮は月曜と金曜に、サラダは月曜・水曜・金曜がポテトサラダでそれ以外がマカロニサラダとなっている。お酒は特注の賀茂鶴の樽詰めと菊正宗とビールのみであり、特製の4斗樽で仕入れている賀茂鶴は多くの客の目当てとなっている。2018年（平成30年）には焼酎とハイボールがメニューに追加された。
基本的に店内に並ぶ長机に相席するスタイルを取るのが特徴である。また、勘定時には店主がそろばんで計算をするのも特徴である。

### 評価
1981年（昭和56年）に美食家の小説家である池波正太郎が著した随筆『散歩のとき何か食べたくなって』では、「檜の厚い1枚板の卓へ、酢ダコだのモロコだの、野菜の煮物だのアナゴだの、すきなものを一皿ずつもらって、おもうさまのむたのしさも忘れがたい。」と称賛された。
1990年（平成2年）に居酒屋探訪家の太田和彦が著した『居酒屋大全』では「居酒屋の最高峰」と称賛された。2010年（平成22年）、BS-TBSで放送された『吉田類の酒場放浪記』において、居酒屋探訪家の吉田類に紹介された。

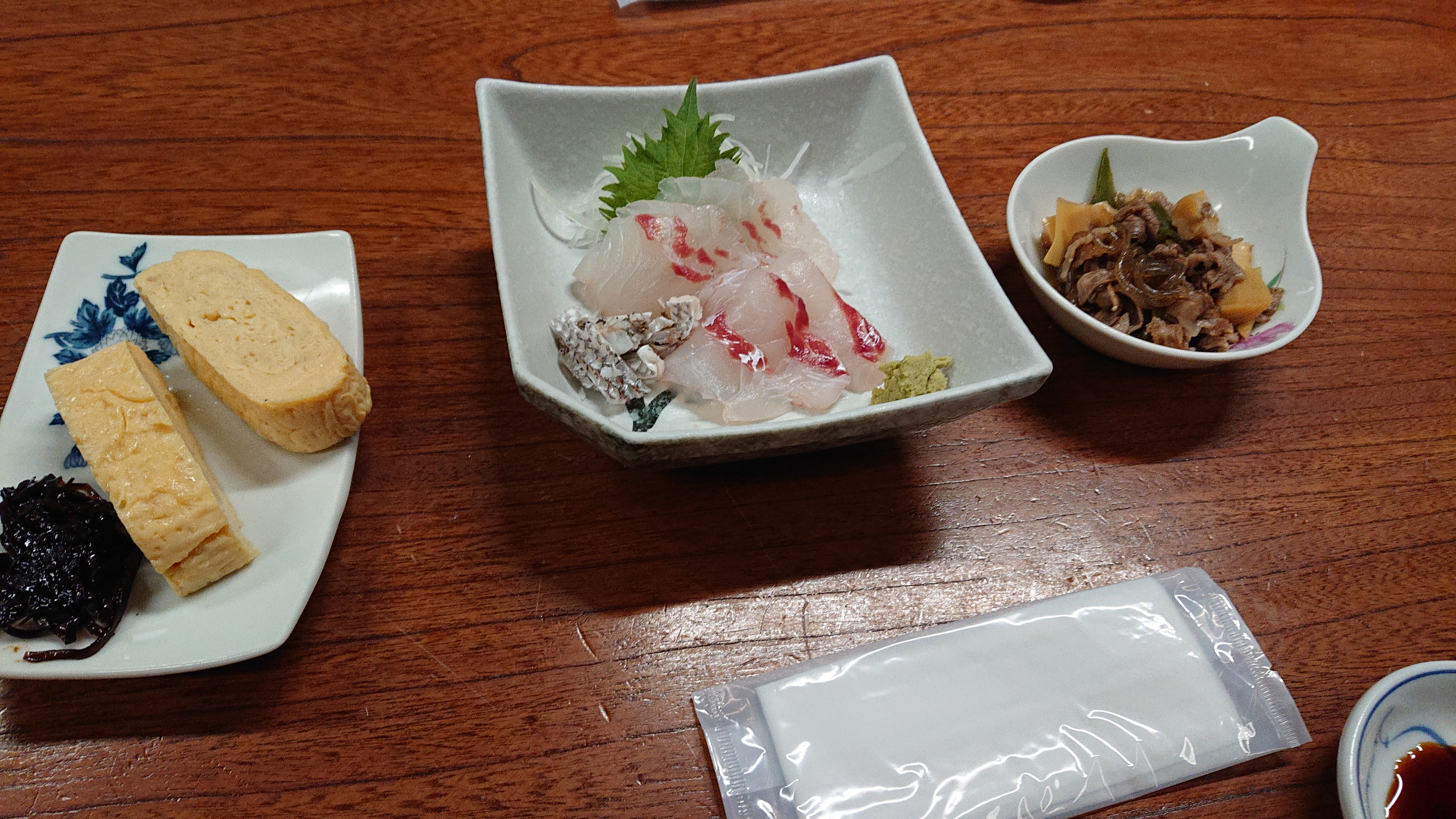
卵焼き、刺身など
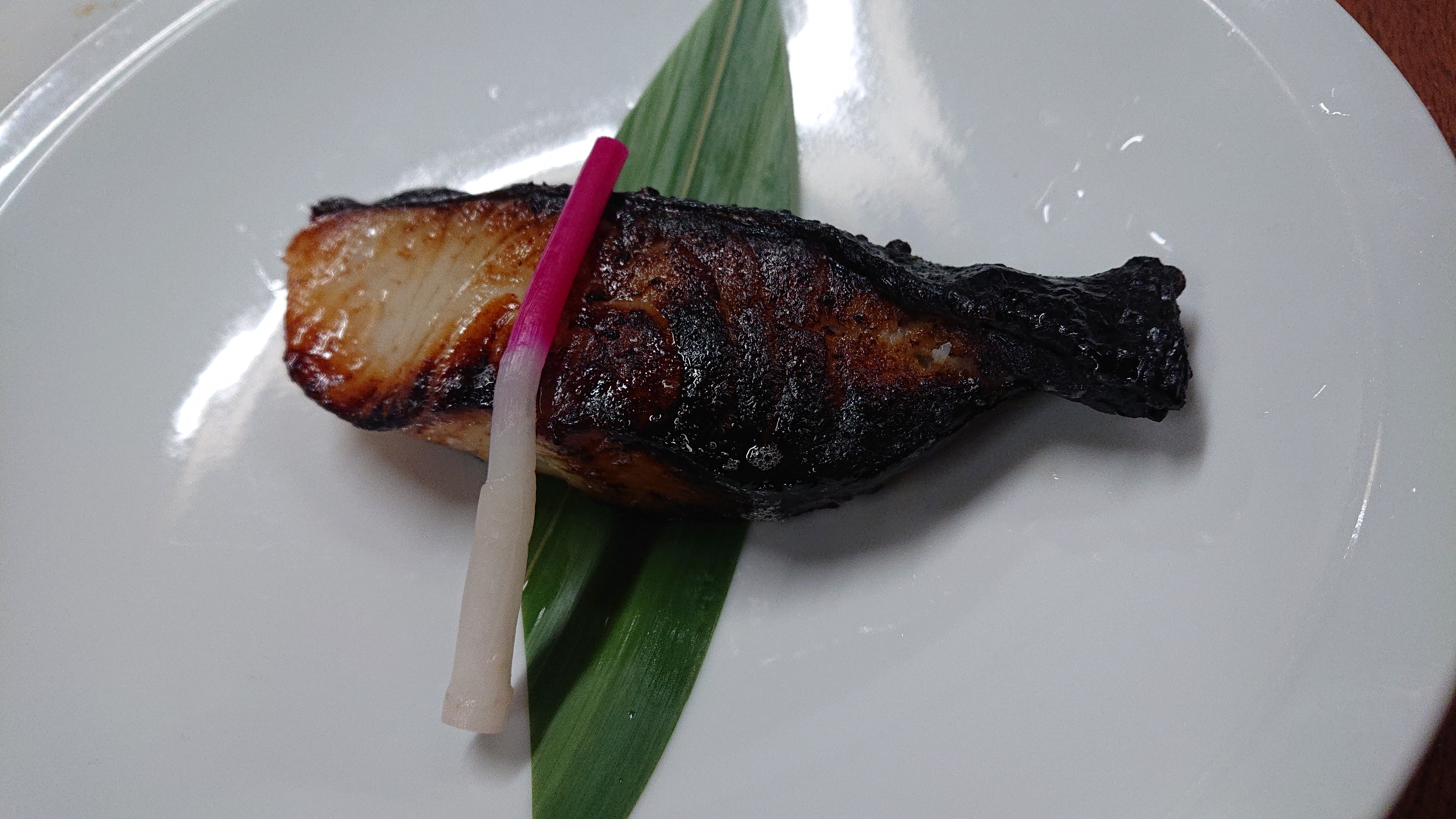
焼き魚
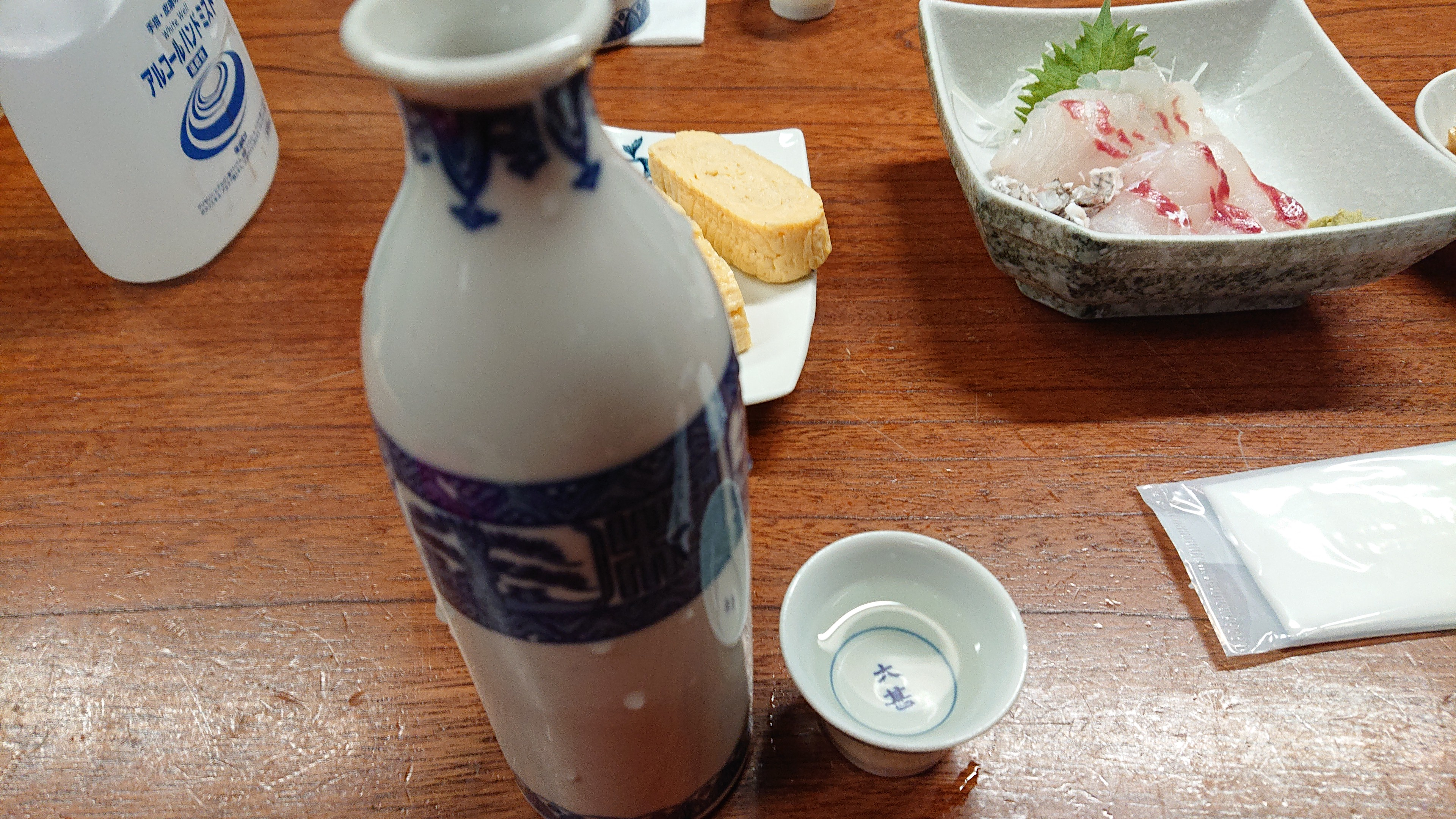
日本酒

### 歴代店主
- 初代
- 2代目
- 3代目 山田弘
- 4代目 山田泰弘

## 大甚中店

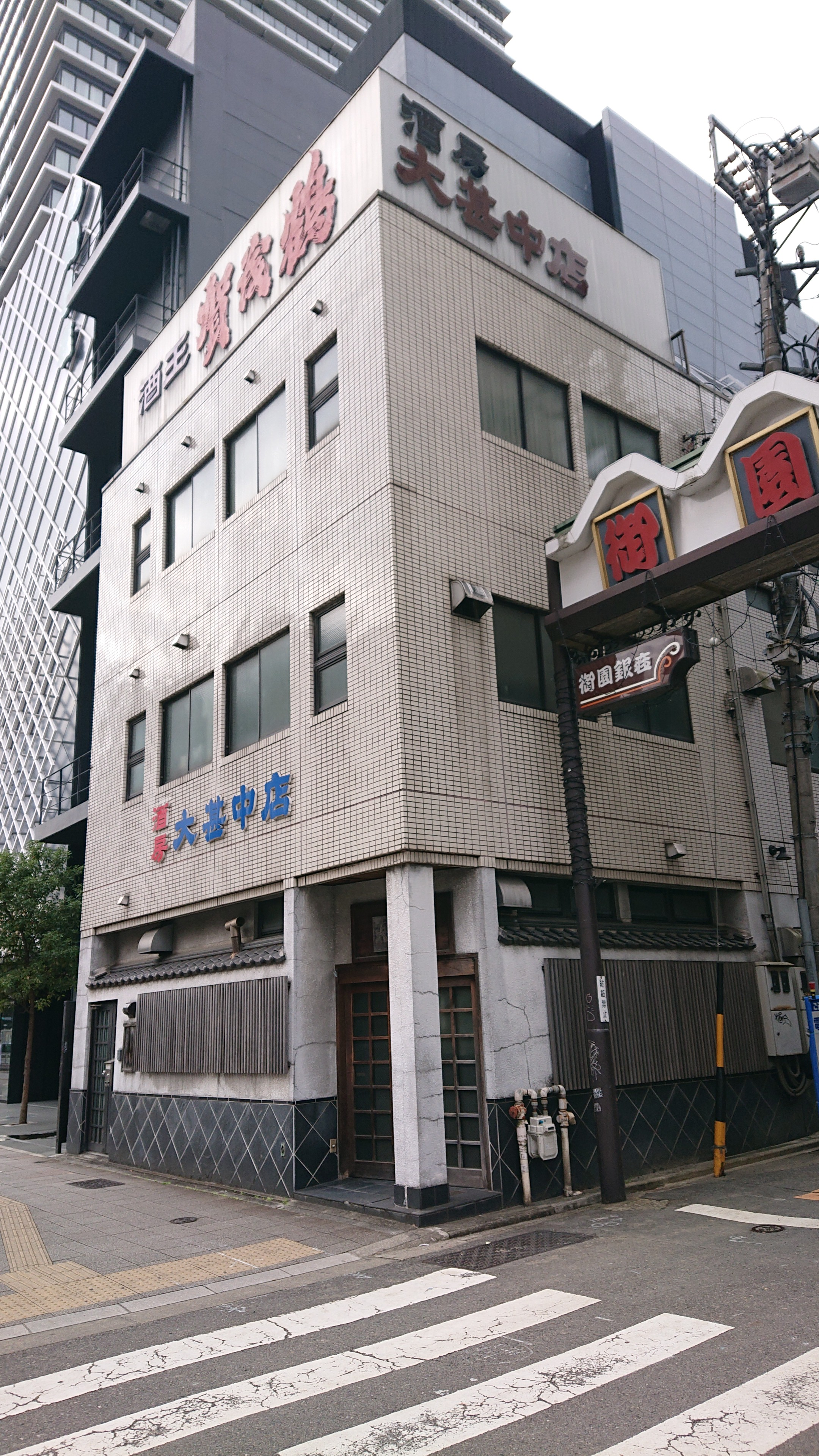
大甚中店

大甚本店からののれん分けとして、1951年（昭和26年）から1952年（昭和27年）に大甚中店が開店した。開店時の経営は2代目甚一の弟が担った。なお、後には大甚大須店も開店したが、大須店はやがて閉店している。

## 大甚錦店

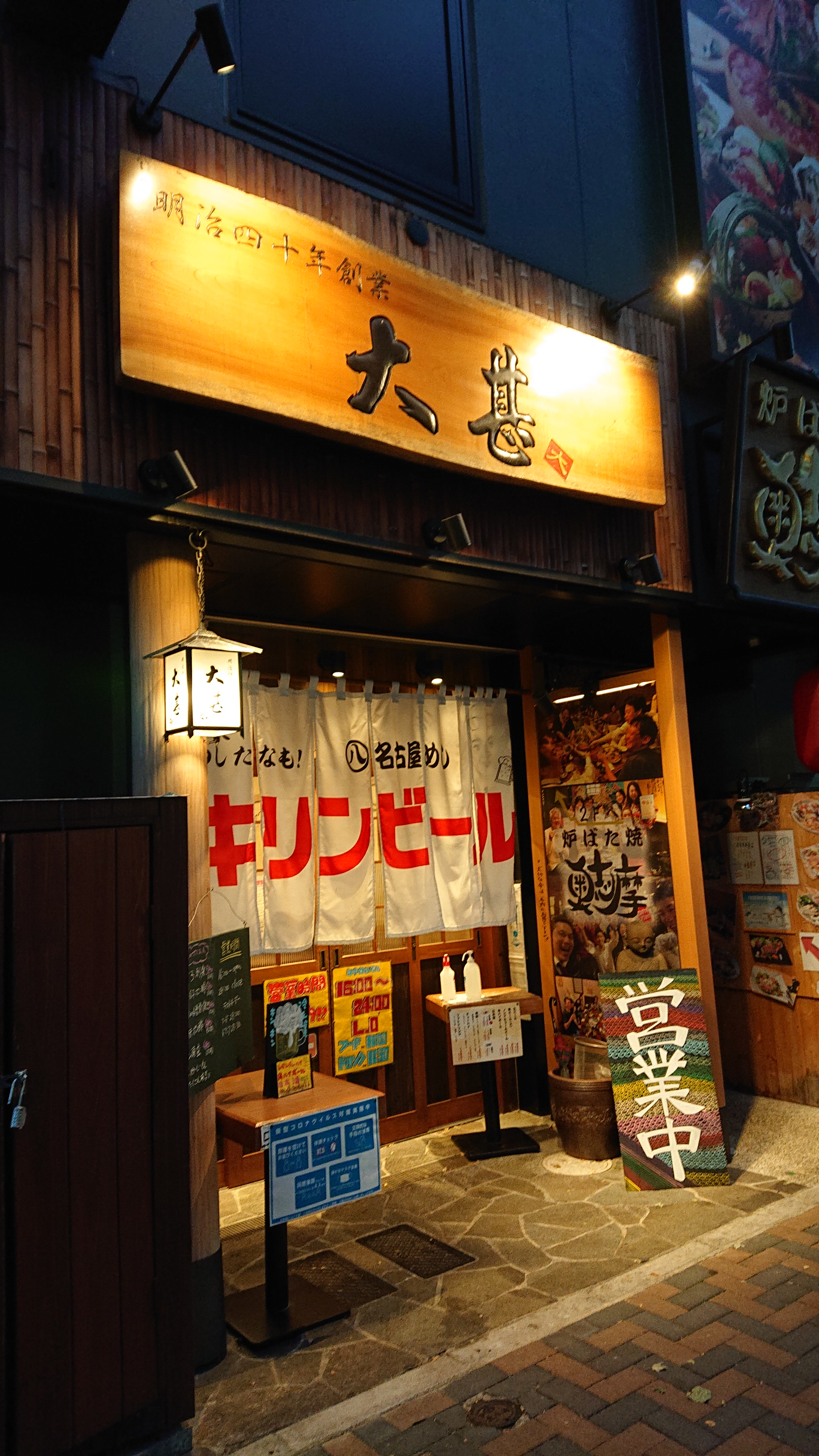
大甚錦店

大甚本店の雰囲気を引き継ぐものとして、名古屋市中区錦三に大甚錦店が開店した。名古屋市内で居酒屋を経営する奥志摩グループが経営している。本店にはない立ち飲み席があったり、営業時間が正午から深夜0時であることなど、本店と異なる点もある。